# Silber (Band)
Silber war eine deutsche Rockband.

## Geschichte
Silber wurde von den Mitgliedern der Ex-Band Weissglut gegründet, nachdem sich diese 2002 aufgelöst hatte. Die Gründungsmitglieder stammen alle von Weissglut, mit Ausnahme von Oli Emmrich, der anstelle eines festen Keyboarders als zweiter Gitarrist hinzukam.
Nach der Gründung von Silber sicherte sich Ex-Sänger Josef Maria Klumb den Bandnamen „Weissglut“ wieder. 2006 kam das Gerücht auf, Klumb hätte wieder neue Mitglieder gefunden, mit denen er Weissglut wieder neugründen wolle.
Musikalisch und textmäßig ähnelt das gleichnamige Debüt von Silber dem Weissglut-Album Zeichen. Der Erfolg war zwar akzeptabel, jedoch kam er nicht an die Verkaufszahlen der beiden Weissglut-Alben heran.
Die Cover-Artworks sind deutlich ruhiger gestaltet als dies bei Weissglut der Fall war, womit die Band von ihrem düsteren Image wegkommen wollte. Auch scheint nicht ausgeschlossen, dass die Namensänderung gemacht wurde, weil durch Josef Maria Klumb die Band ein rechtsextremes Image erhielt.

## Diskografie

### Alben
- 2003: Silber
- 2006: Hier und Jetzt

### Singles
- 2003: Dreht sich die Erde